# Alrai
Alrai o Errai (γ Cephei) è una stella binaria situata nella costellazione di Cefeo a 45 anni luce dalla Terra, con una magnitudine apparente di 3,22. Il suo nome deriva dall'arabo الراعي ar-rā'ī, che significa Il pastore.

## Sistema stellare
Il sistema di Alrai consiste in due stelle. La maggiore e più luminosa è una subgigante arancione di classe spettrale K1 IV. La minore è una nana rossa, che orbita attorno alla principale secondo una traiettoria ancora poco conosciuta: l'ipotesi più accreditata è che essa sia molto eccentrica (e = 0,4) e vari da una distanza minima da A di 10 UA ad una massima di 29 UA nel corso di 67 anni.
Alrai è la stella che seguirà la Polare (α Ursae Minoris) come stella polare terrestre, a causa della precessione degli equinozi: Alrai si avvicinerà al polo nord celeste più della polare all'incirca nel 3000 d.C. e sarà al suo avvicinamento massimo nel 4000 d.C. Il "titolo" passerà a ι Cephei qualche tempo dopo il 5200 d.C.
La stella β Ophiuchi è chiamata alcune volte Alrai, ma è più comunemente conosciuta come Cebalrai o Kelb Alrai, "cane del pastore".

## Alrai Ab
Nel 1989 fu annunciata dagli astronomi canadesi Anthony Lawton e P. Wright la presenza di un pianeta orbitante intorno ad Alrai A; si tratta del primo pianeta extrasolare confermato, la cui scoperta trae fondamento dalla tecnica della velocità radiale, usata più tardi con successo da altri astronomi. Tuttavia, la notizia fu ritrattata nel 1992, poiché i dati ottenuti non erano ritenuti abbastanza affidabili da confermarne la scoperta. Nel 2002 però delle nuove misurazioni, condotte dall'équipe di Artie Hatzes, confermarono la presenza del pianeta.
| Pianeta | Tipo            | Massa         | Raggio | Periodo orb. | Sem. maggiore | Eccentricità  | Scoperta |
| ------- | --------------- | ------------- | ------ | ------------ | ------------- | ------------- | -------- |
| Ab      | Gigante gassoso | >1,85±0,16 MJ | -      | 903,3 giorni | 2,05 UA       | 0,049 ± 0,034 | 2003     |